# Mohamed Fofana
Mohamed Fofana (Gonesse, Francia, 7 de marzo de 1985) es un futbolista francés retirado de origen maliense. Jugaba de defensa y su último club fue el RC Lens de Francia.

## Selección nacional
Fue internacional con la selección de fútbol de Malí, jugando 5 partidos internacionales.

## Clubes
| Club        | País    | Año       |
| ----------- | ------- | --------- |
| Toulouse FC | Francia | 2004-2012 |
| Stade Reims | Francia | 2012-2016 |
| R. C. Lens  | Francia | 2016-2018 |